# Villa Reynolds
Villa Reynolds är en ort i Argentina.   Den ligger i provinsen San Luis, i den centrala delen av landet, 700 km väster om huvudstaden Buenos Aires. Villa Reynolds ligger 492 meter över havet och antalet invånare är 647.
Terrängen runt Villa Reynolds är platt. Närmaste större samhälle är Villa Mercedes, 8,8 km nordväst om Villa Reynolds.
Trakten runt Villa Reynolds består till största delen av jordbruksmark. Runt Villa Reynolds är det glesbefolkat, med 8 invånare per kvadratkilometer.